# هد ضبط
هِد ضبط (به انگلیسی: recording head) یا هد ضبط‌کن میانجی فیزیکی بین یک دستگاه ضبط و یک رسانه ضبط (محیطی که روی آن ضبط صورت می‌گیرد) متحرک است. هدهای ضبط‌کن به‌طور کلی براساس اصل فیزیکی طبقه‌بندی می‌شوند که به آنها اجازه می‌دهد داده‌های خود را بر روی رسانه خود قرار دهند. یک هد ضبط اغلب به صورت مکانیکی با یک هد پخش جفت می‌شود، که اگرچه نزدیک به آن است، اما اغلب از هد ضبط جدا است.

## انواع
دو نوع رایج هد ضبط‌کن عبارتند از:
- مغناطیسی - هدهای ضبط‌کن مغناطیسی از اصول الکترومغناطیس برای وادارکردن یک رسانه ضبط پارامغناطیسی، مانند اکسیدهای آهن، برای جهت‌دهی به شیوه ای قابل‌خواندن مانند نوار مغناطیسی استفاده می‌کنند. هِدهای ضبط از ماندآلیاژ چندلایه، فریت یا سن‌داست ساخته شده‌اند. از سال ۲۰۰۶، این غالب‌ترین نوع هد در حال استفاده است.
- نوری - هدهای ضبط‌کن نوری از اصول اپتیک و نور برای انتقال انرژی به یک محیط ضبط‌کردن استفاده می‌کنند که انرژی را به روشی قابل‌خواندن می‌پذیرد، مثلاً با ذوب‌سازی یا عکاسی.

توجه داشته باشید که ضبط مغناطیسی نوری، اگرچه از نور و گرما استفاده می‌کند، باید به درستی یک فرایند مغناطیسی در نظر گرفته شود، زیرا داده‌های ذخیره شده در رسانه‌های مغناطیسی-نوری به صورت مغناطیسی ذخیره می‌شوند.
سیستم‌های اولیه مانند ضبط‌های گرامافونی از هدهای مکانیکی معروف به عنوان سوزنک برای برش فیزیکی شیارهایی در رسانه ضبط (صفحه گرامافون) استفاده می‌کردند، در یک پیکربندی (اندازه، عرض، عمق و موقعیت) قابل‌بازیابی به‌صورت صدا.

## نگارخانه

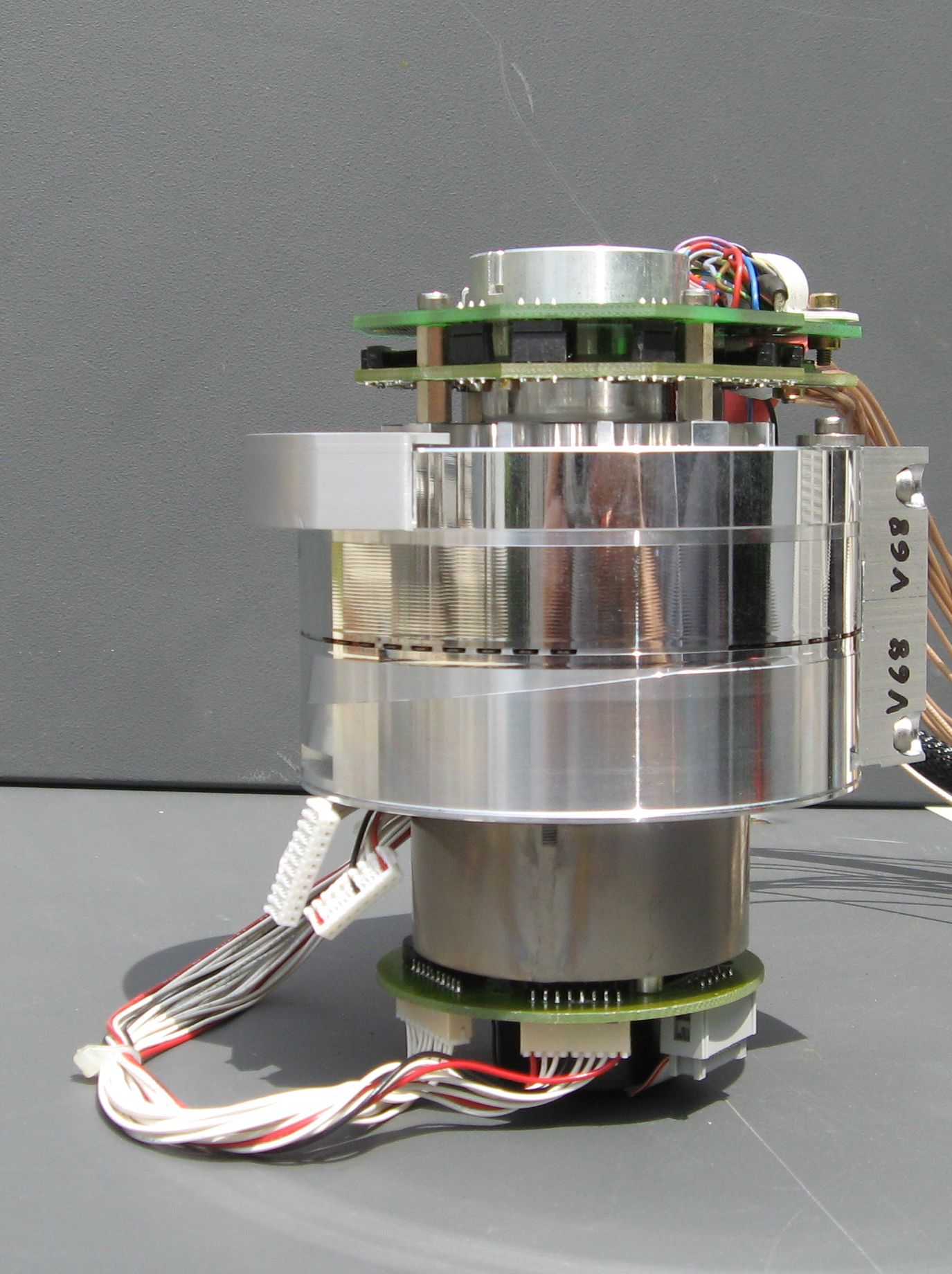
پویشگر و هد تصویر D6 HDTV VTR، جدا شده
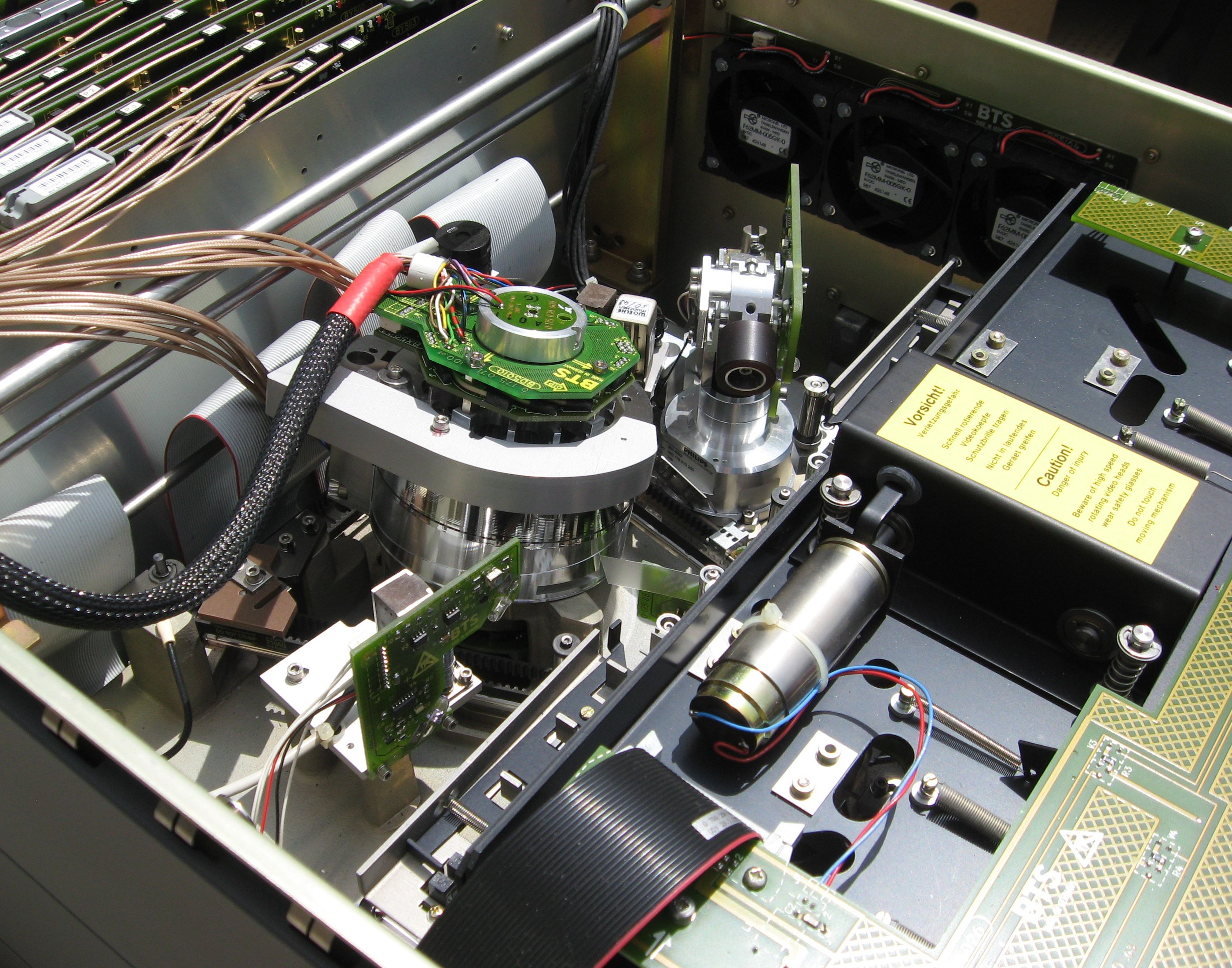
داخل تِیپ دِک دی۶ اچ‌دی‌تی‌وی وی‌تی‌آر، پویشگر وی‌تی‌آر و  هد تصویر در جای خود قرار دارد.
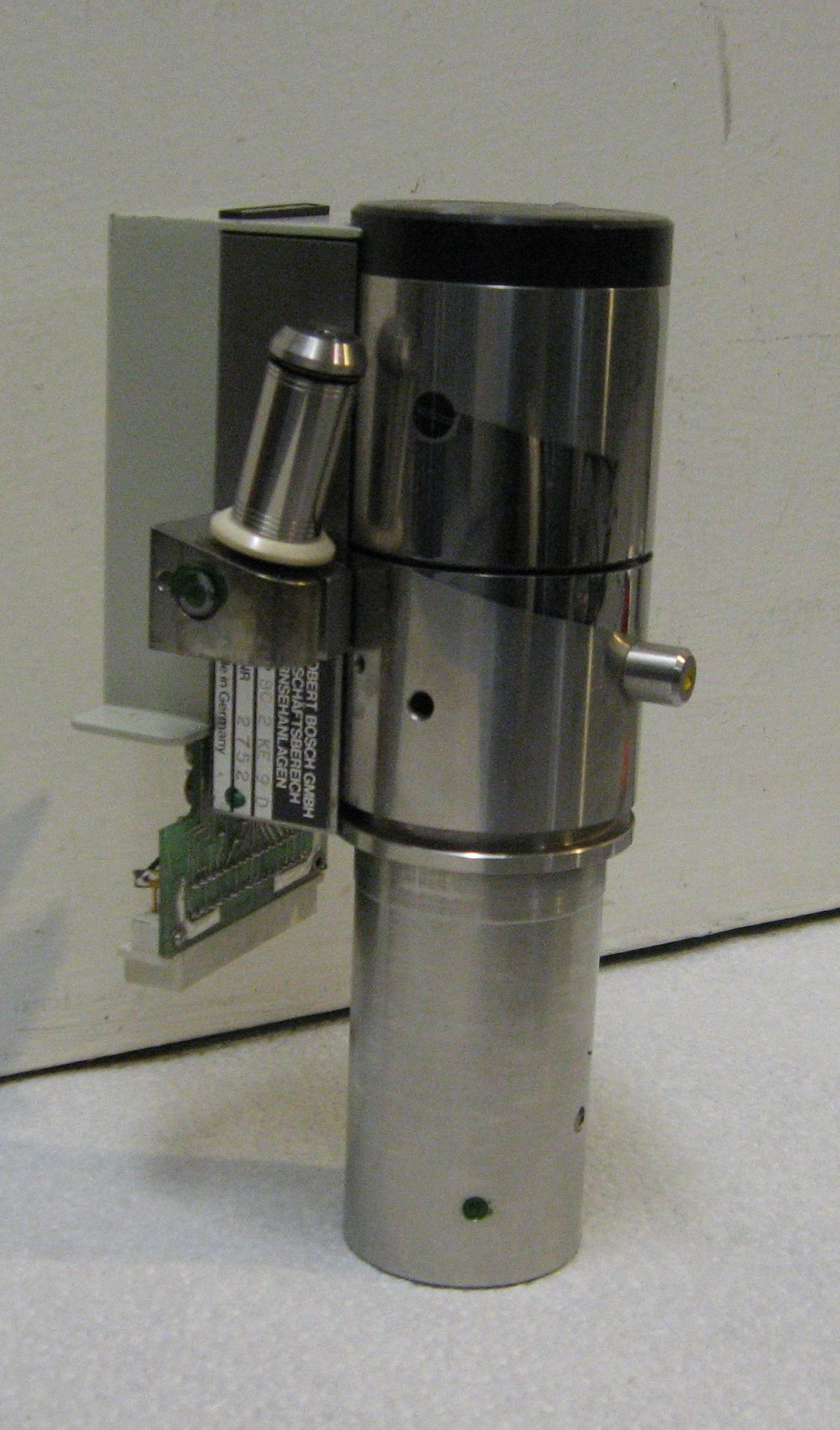
هد پویشگر نوار ویدئویی نوع B
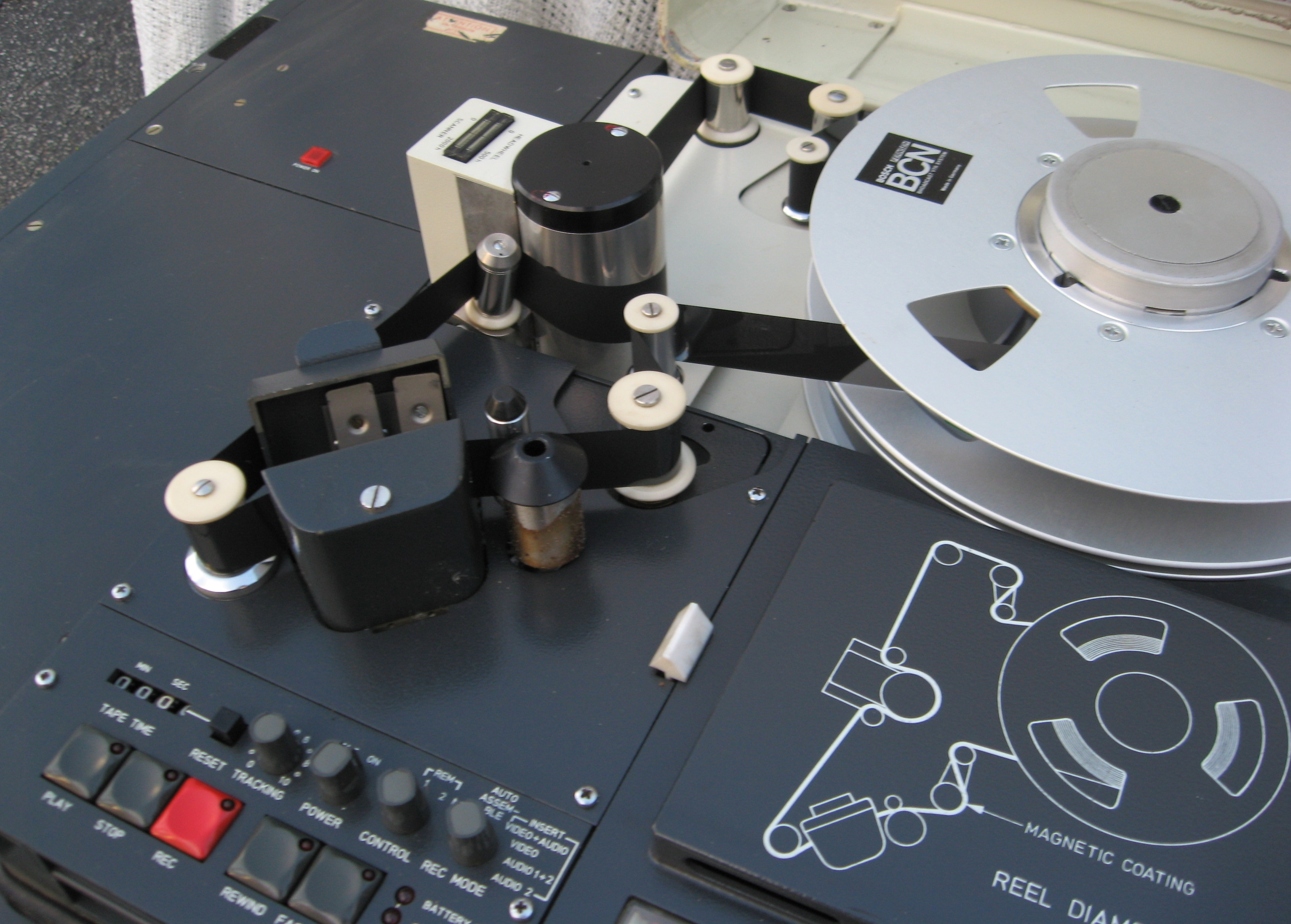
وی‌تی‌آر نوع بی، تِیپ دِک  ۲۰ بی‌سی‌ان   و پویشگر تصویر
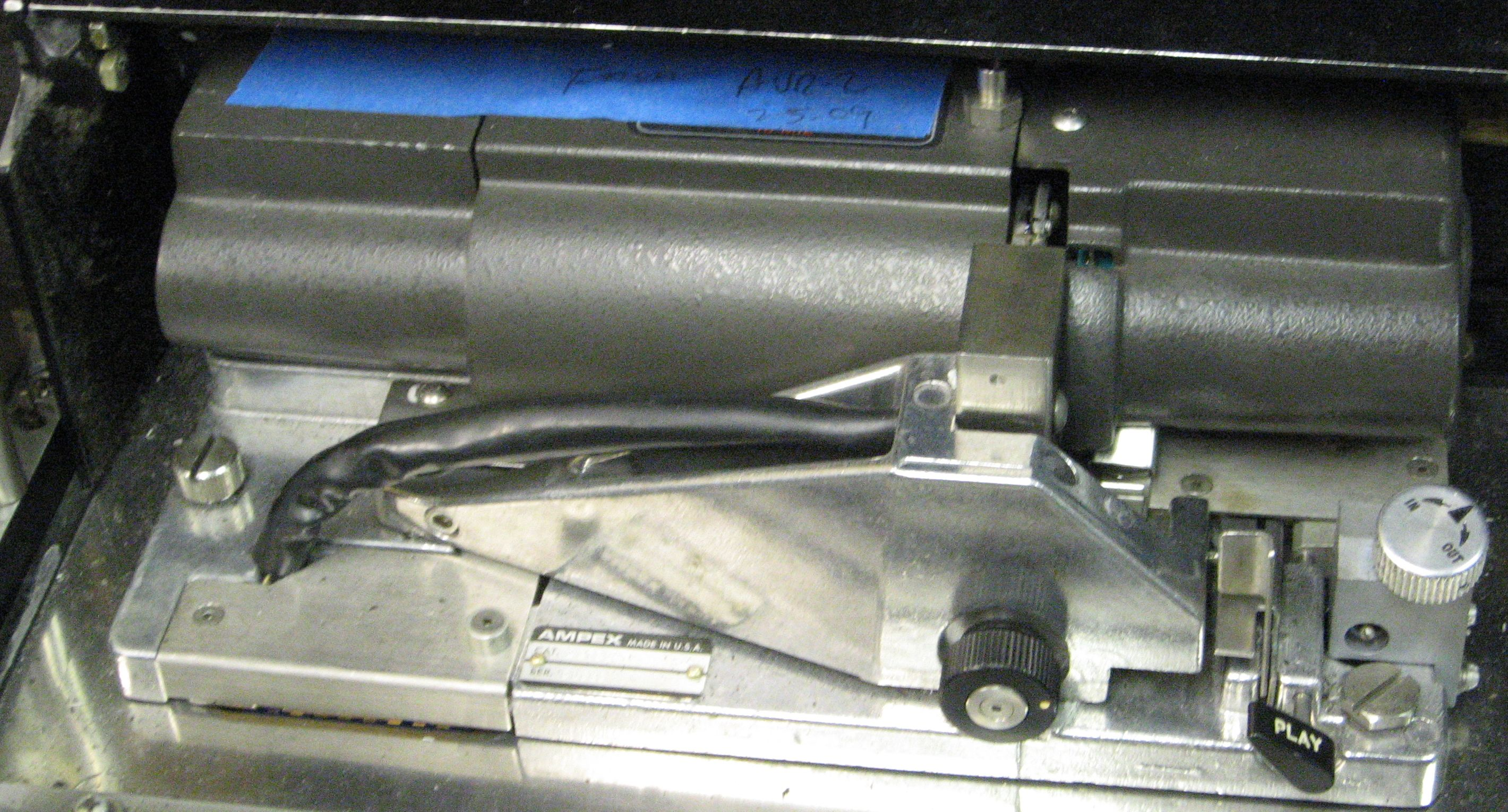
نوار ویدئویی چهارگانههد تصویری آمپکس AVR-2
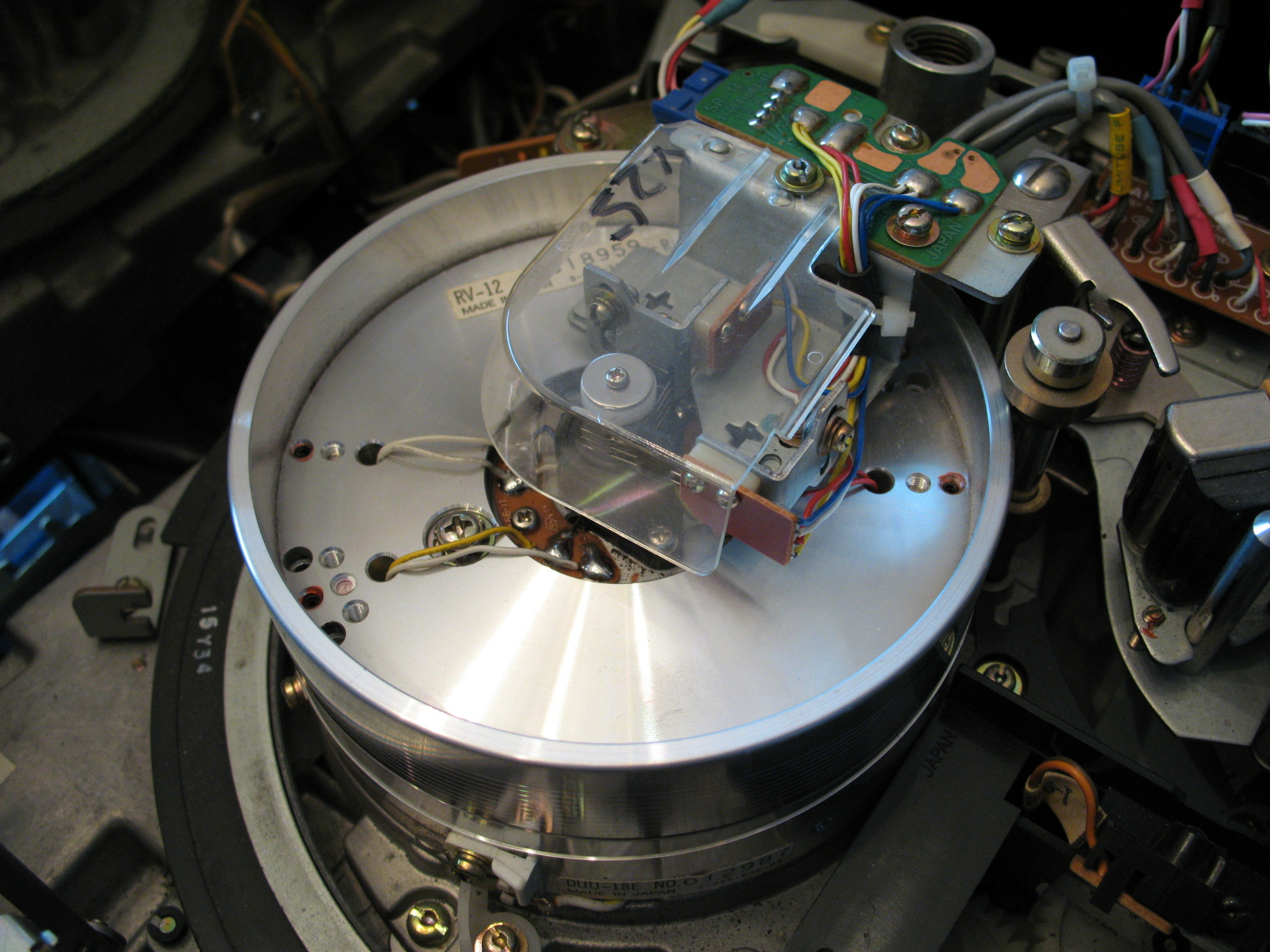
هد ویدیو سونی یو-ماتیک
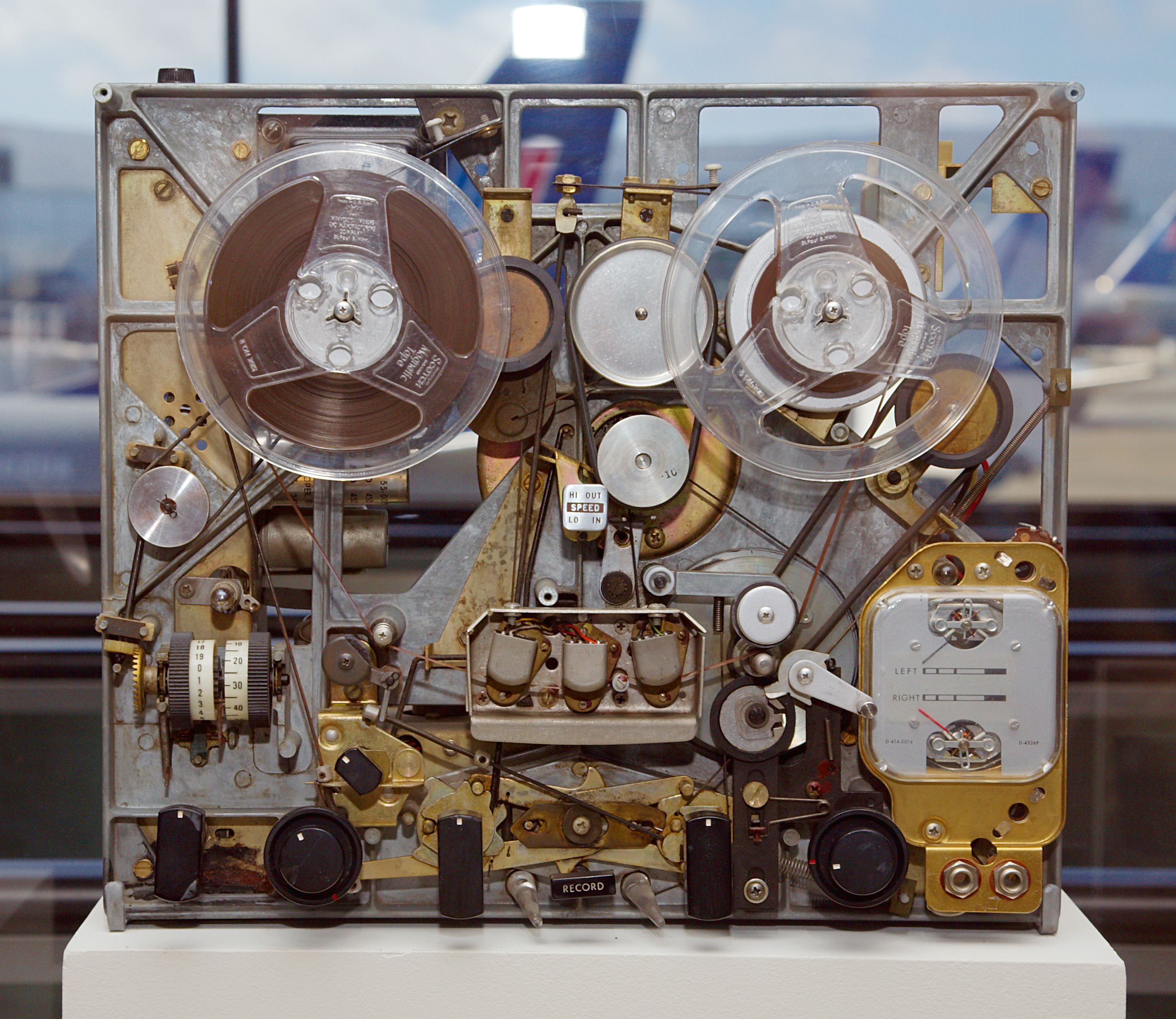
ضبط‌کننده صوتآمپکس
هِدهای وی‌اچ‌اس
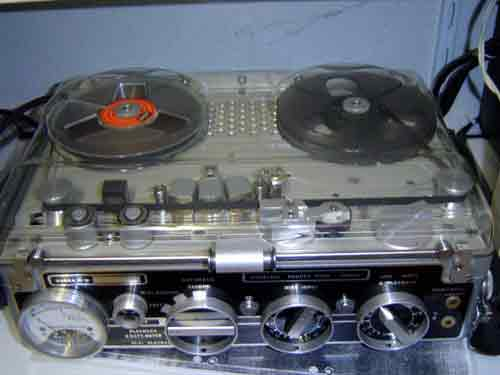
هِدهای صوت ناگرا: پاک‌کن، ضبط و پخش
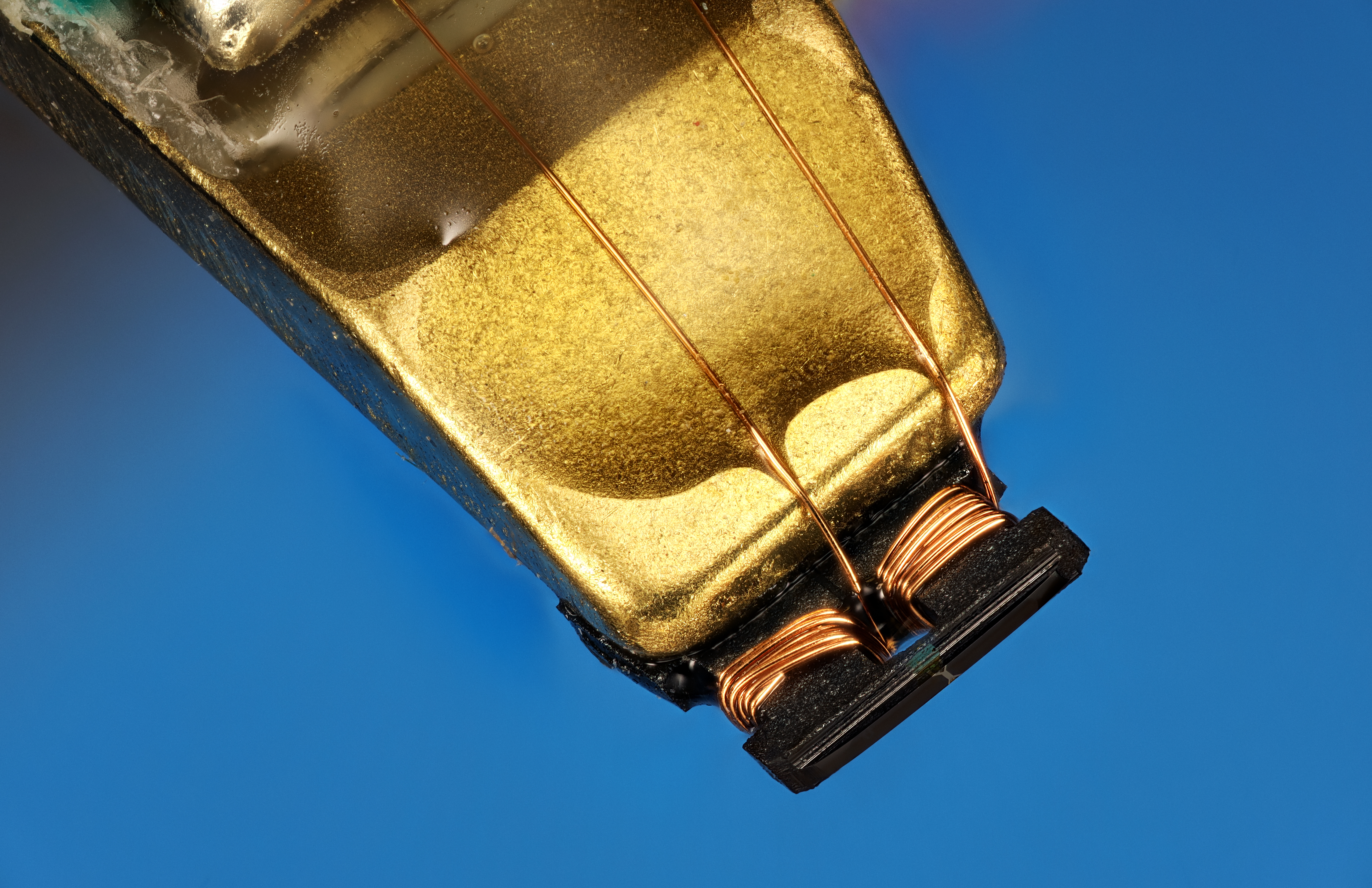
هِد گَپ مشاهده‌شده شده درنتیجه سایش-هِد بیش‌ازحد. هد ویدیوییسونییووی‌دبلیو بتاکم اس‌پی